# Polycyrtus lindhae
Polycyrtus lindhae är en stekelart som beskrevs av Zuniga 2004. Polycyrtus lindhae ingår i släktet Polycyrtus och familjen brokparasitsteklar. Inga underarter finns listade i Catalogue of Life.
Arten är döpt efter den före detta Svenska utrikesministern Anna Lindh. Arten namngavs i Costa Rica år 2005, bakgrunden till detta var hennes stöd för att bevara landets biologiska mångfald. Professor Roberto Artavia Loría som var chef för landets institut för biodiversitet motiverade att "Polycyrtus lindhae har mycket gemensamt med Anna Lindh", "Stekeln är vacker och färgsprakande och spelar en viktig roll i korsbefruktningen av många arter i våra regnskogar. Anna Lindh var en dynamisk och färgstark individ som reste runt i världen och korsbefruktade det globala arbetet för att bevara den biologiska mångfalden."